# بحران دریای سرخ
در ۱۹ اکتبر ۲۰۲۳، حوثی‌های یمن، مجموعه‌ای از حملات را آغاز کردند که جنوب اسرائیل و کشتی‌هایی را در دریای سرخ که ادعا می‌کردند به اسرائیل مرتبط هستند، هدف قرار داد.
در جریان جنگ غزه، جنبش حوثی‌ها در یمن، همسو با حماس حملاتی را با هدف قرار دادن اسرائیل انجام داد. آنها از موشک‌ها و پهپادهایی استفاده کردند که برخی از آنها توسط نیروهای دفاعی اسرائیل بر فراز دریای سرخ با استفاده از سامانه دفاع موشکی ختس رهگیری شد. حمله موشکی دیگری در فضا صورت گرفت که به گفته مقامات اسرائیلی، نخستین نمونه جنگ فضایی در تاریخ شد. سایر موشک‌ها یا به اهداف خود نرسیدند یا توسط نیروی دریایی ایالات متحده آمریکا، نیروی دریایی فرانسه و نیروی هوایی اسرائیل رهگیری شدند.
آنها همچنین به کشتی‌های تجاری کشورهای مختلف در دریای سرخ در سواحل یمن، در تنگه باب‌المندب که از نقاط مهم اقتصاد جهانی است، شلیک‌هایی کردند که به عملیات نگهبان رفاه به رهبری آمریکا، منجر شد.
سخنگوی ارتش حوثی، یحیی سریع اعلام کرد که هر کشتی به مقصد اسرائیل یک «هدف مشروع» است و تا زمانی که نوار غزه با مواد غذایی و دارویی تأمین نشود، متوقف نخواهند شد. همچنین کشتی‌هایی که به مقصد اسرائیل نبوده‌اند نیز مورد هدف قرار گرفتند. انصارالله یمن تصریح کرد تنها کشتی‌های مرتبط با اسرائیل هدف حملات هستند. پس از تشکیل ائتلاف دریایی عملیات نگهبان رفاه به رهبری آمریکا و سپس حملات هوایی آمریکا و انگلستان به مناطقی از یمن، نیروهای انصارالله یمن کشتی‌های آمریکایی و انگلیسی را نیز در زمره اهداف خود قرار دادند. آنها پس از آغاز حملات خود اعلام کردند تا زمانی که تهاجم اسرائیل به غزه متوقف نشود، حملات آنها نیز متوقف نخواهدشد.
در مارس ۲۰۲۴، چند کابل ارتباطی زیردریایی در دریای سرخ، همزمان با حملات حوثی‌ها قطع شدند. این کابل‌ها نقشی حیاتی در تبادل اطلاعات بین اروپا و آسیا داشتند. وقوع این اتفاق چند هفته پس آن بود که شورای رهبری ریاست جمهوری یمن خبر داد احتمال تلاش حوثی‌ها برای هدف‌قراردادن کابل‌ها وجود دارد. حوثی‌ها این اتهام را رد کردند.
نیروهای انصارالله یمن که منابع غربی عمدتاً با نام حوثی‌ها از آنها یاد می‌کنند، از زمان آغاز حملات خود در دریای سرخ علیه کشتی‌های مرتبط با اسرائیل و شماری از نفت‌کش‌ها و نیز ناوهای آمریکایی و انگلیسی ده‌ها حمله صورت دادند و در ۲۷ آوریل ۲۰۲۴ سومین پهپاد آمریکایی را ساقط کردند.

## واکنش‌ها

### حمایت طرفداران فلسطین
در اواسط ژانویه ۲۰۲۴، گزارش‌ها حاکی از آن بود که معترضان حامی فلسطین در لندن از شبه‌نظامیان انصارالله حمایت کردند. این اتفاق اندکی پس از آن رخ داد که بریتانیا و آمریکا در پاسخ به حملات این گروه به کشتی‌ها، اهداف انصارالله را مورد حمله قرار دادند. برخی از معترضان شعارهایی مانند «یمن، یمن، به ما افتخار بده، یک کشتی دیگر را برگردان» سر دادند؛ در حالی که برخی دیگر پلاکاردهایی با پیام‌هایی مانند «دست از یمن بردارید»، «ممنون یمن»، و «بریتانیا و آمریکا جنگ می‌خواهند. یمن از فلسطین حمایت می‌کند. غزه می‌خواهد زندگی کند» در دست داشتند.

## پیامدها

### تأثیر بر اقتصاد اسرائیل
حملات انصارالله یمن باعث کاهش تجارت محلی و حمل‌ونقل دریایی به اسرائیل شد. حمل‌ونقل تجاری به ایلات تقریباً به‌طور کامل متوقف شده است. کشتی‌های تجاری که از آسیا به اسرائیل می‌آمدند، و همچنین برخی کشتی‌های تجاری که مقصدشان اسرائیل نبود، شروع به دور زدن آفریقا کرده‌اند، که این مسیر را سه هفته طولانی‌تر و پرهزینه‌تر می‌کند. تا ۲۱ دسامبر ۲۰۲۳، بیش از ۱۰۰ کشتی کانتینری برای دور زدن آفریقا مسیر خود را تغییر داده بودند، که هرکدام حدود ۶٬۰۰۰ مایل دریایی به مسافت سفرشان اضافه کردند.
هزینه‌های بیمه برای کشتی‌های تجاری که از دریای سرخ عبور می‌کنند افزایش یافته است. برخی کشتی‌های اسرائیلی با افزایش ۲۵۰ درصدی هزینه بیمه مواجه شده‌اند و برخی دیگر نتوانسته‌اند هیچ بیمه‌ای دریافت کنند. در ماه مارس ۲۰۲۴، رسانه‌های اسرائیلی گزارش دادند که نیمی از کارگران بندر ایلات در معرض خطر از دست دادن شغل خود قرار دارند؛ زیرا این بندر به دلیل عملیات دریایی انصارالله، ضربه مالی شدیدی خورده است. یک فدراسیون کارگری که چتر حمایتی صدها هزار کارگر بخش عمومی است، اعلام کرد که مدیریت بندر قصد دارد نیمی از ۱۲۰ کارگر بندر ایلات را اخراج کند. در ژوئیه همان سال، بندر ایلات اعلام ورشکستگی کرد و از دولت اسرائیل درخواست کمک نمود؛ زیرا فعالیت آن به دلیل محاصره یمن در دریای سرخ ۸۵ درصد کاهش یافته است.
به گفته سامی ابو شحاده، رئیس حزب مجمع ملی در اسرائیل، تأثیر حملات انصارالله بر اقتصاد اسرائیل شدید بوده است. او گفت: «اسرائیل منابع طبیعی ندارد و برای رفع نیازهای مختلف خود به واردات متکی است.» او همچنین توضیح داد از آنجایی که فعالیت بندر ایلات در دریای سرخ عملاً متوقف شده است، هزینه حمل کالا به بندرهای مدیترانه حیفا و اشدود به‌شدت افزایش یافته و همین امر هزینه مصرف‌کنندگان را بیشتر کرده است. طبق گزارش‌ها، شاخص قیمت مصرف‌کننده در اسرائیل در اوت ۲۰۲۴ در بالاترین سطح خود از اکتبر ۲۰۲۳ قرار داشت. سامی ابو شحاده گفت که اسرائیل سعی کرده است جایگزین‌هایی مانند حمل‌ونقل هوایی یا حمل‌ونقل زمینی از طریق اردن پیدا کند، اما هیچ‌کدام برای مهار مشکل کافی نبود. اسرائیل همچنین در حال از دست دادن شانس خود برای تحقق هدف تبدیل شدن به مرکزی برای تولید و صادرات گاز طبیعی مایع است، چراکه آوردن نفت‌کش‌های بزرگ به بندرهای اسرائیل با دشواری همراه شده و هزینه‌های این کار نیز بالا رفته است.
در سال ۲۰۲۴، اسرائیل شاهد چندین کسری بودجه ماهانه بالاتر از ۶/۶ درصد از تولید ناخالص داخلی خود بوده است؛ این در حالیست که اسرائیل تلاش دارد در محدوده ۶/۶ درصدی باقی بماند. ابو شحاده افزود که با طولانی شدن و گسترش جنگ، تغییری را در اسرائیل مشاهده کرده است. او گفت فشار فزاینده بر مردم منجر به این اتفاق شده که هزاران نفر از طبقه متوسط اقدام به مهاجرت کنند، از جمله کارگران ماهر؛ مسئله‌ای که به یکی دیگر از هزینه‌های این جنگ تبدیل شده است.

## تحلیل‌ها
به نوشته وبسایت اندیشکده مرکز استیمسون، دورترین عضو محور مقاومت از اسرائیل، انصارالله یمن است که از سال ۲۰۲۳ موفقیت‌های بیشتری کسب کرده است. اختلالات مداوم آن‌ها در ترافیک دریایی دریای سرخ و ناتوانی ظاهری ائتلاف دریایی تحت حمایت ایالات متحده در خنثی کردن مؤثر این تهدید، نشان‌دهنده قدرت رو به رشد این گروه است. علاوه بر این، حملات مداوم موشک‌های بالستیک به اسرائیل، از جمله حملات موفق به اهداف مرکزی مانند تل‌آویو، پیشرفت سریع انصارالله در تبدیل شدن به «حزب‌الله جدید» را برجسته می‌کند. وال استریت ژورنال نوشت، انصارالله یمن برای اسرائیل چالش امنیتی منحصربه‌فردی محسوب می‌شود؛ به دلیل فاصله زیاد آن از اسرائیل، نبود اطلاعات دقیق از این گروه و این واقعیت که حملات تلافی‌جویانه هوایی بیشتر به افزایش حمایت داخلی از این گروه منجر می‌شود و تأثیر کمی بر کاهش حملات دارد. یک ائتلاف به رهبری ایالات متحده نیز نتوانسته اقدامات انصارالله را مهار کند. یمن که یکی از فقیرترین کشورهای جهان است، نزدیک به یک دهه جنگ با ائتلافی به رهبری عربستان سعودی را پشت سر گذاشته و این جنگ تأثیر چندانی در تضعیف انصارالله نداشته است.
دریاسالار واسیلیوس گریپاریس از نیروی دریایی یونان که کشتی‌هایش بخشی از عملیات آسپیدس هستند، گفت که انصارالله توانایی خود در تطبیق فناوری نسبتاً ابتدایی برای هدایت موشک‌ها به سمت اهداف، با استفاده از سیستم شناسایی خودکار را نشان داده‌اند. او افزود: «در بازار دستگاه‌هایی وجود دارد که مخصوص سیستم شناسایی هستند و آن‌ها این دستگاه‌ها را برنامه‌ریزی کرده و در تسلیحات خود قرار می‌دهند. این دستگاه‌ها موشک‌ها را مستقیماً به سمت کشتی‌ها هدایت می‌کنند و قیمتشان کمتر از ۱۵۰ دلار است». جاشوا هاچینسون، مدیر اطلاعات و ریسک شرکت آمبری که در حوزه مدیریت ریسک دریایی جهانی فعالیت دارد، گفت که این فناوری امکان درگیری با هدف در آخرین لحظه را فراهم می‌کند و مانورگریزی کشتی‌ها را بسیار دشوارتر می‌سازد. انصارالله همچنین در انتخاب اهداف خود دقت بیشتری به خرج داده و کاملاً مشخص است که کشتی‌های متعلق یا مرتبط با آمریکا، بریتانیا و اسرائیل را هدف قرار می‌دهد. هاچینسون توضیح داد: «هر کسی که خارج از این محدوده باشد، طبق مجوز حوثی‌ها، اجازه عبور از دریای سرخ را دارد.»
به گزارش العربی جدید، انصارالله برای حملات دریایی خود که از نوامبر ۲۰۲۳ با شعار حمایت از فلسطینیان در غزه آغاز شد و حملات مستقیم موشکی و پهپادی علیه اسرائیل، حمایت گسترده‌ای در میان جمعیت یمن به دست آورده است. پژوهشگر یمنی در چتم هاوس، یک مؤسسه پژوهشی مستقر در لندن تصریح کرد که از ۷ اکتبر ۲۰۲۳، انصارالله حضور خود را به‌عنوان یک بازیگر جهانی تثبیت کرده است.